# ولسوالی دهراوود
دهراوود یکی از ولسوالی‌های ولایت ارزگان در جنوب خاوری افغانستان با جمعیت نزدیک به ۷۸٬۷۵۰ نفر است. مرکز این ولسوالی منطقه دهراوود می‌باشد. دهراوود در کنار رود هیرمند قرار دارد. اقوام این ولسوالی پشتون هستند که قبایل فرعی نورزی و پوپولزی بر آن تسلط دارند.
هلند به نمایندگی از نیروهای بین‌المللی کمک به امنیت ناتو (ISAF) در استان ارزگان، یک پایگاه نظامی در دهراوود، در مجاورت پایگاه‌های از قبل موجود ارتش ایالات متحده و افغانستان ایجاد کرده است.

## امنیت و سیاست
ولسوالی شامل رئیس پلیس، دادگاه، ادارات خطی و سه شورای ولسوالی است:
- شورای انکشافی ۲۹ نفره متشکل از بزرگان و مهندسان قومی که بر اجرای پروژه‌های عمرانی نظارت می‌کنند.
- شورای قبیله‌ای ۴۰ نفره.
- یک شورای۷۳ نفره ملکان (نماینده روستا) که به عنوان نقطه تماس برای حامیان بین‌المللی عمل می‌کند.